# マーク・ブルックス
マーク・ブルックス（Mark Brooks, 1961年3月25日 - ）は、アメリカ・テキサス州フォートワース出身のプロゴルファー。1996年の全米プロゴルフ選手権優勝者である。これまでにアメリカPGAツアーで7勝を挙げているが、現時点では1996年全米プロゴルフ選手権が最後のPGAツアー優勝になっている。身長175cm、体重68kg。
テキサス大学を卒業後、1983年にプロ入り。1988年7月に「キャノン・グレーター・ハートフォード・オープン」にて、3人の選手によるプレーオフを制してPGAツアー初優勝を果たす。3年後の1991年に「Kマート・グレーター・グリーンズボロ・オープン」と「グレーター・ミルウォーキー・オープン」で年間2勝を獲得し、1994年6月の「ケンパー・オープン」で3年ぶりのツアー4勝目を挙げる。1995年は全英オープンゴルフで3位タイに入った。
1996年、ブルックスは35歳でゴルフ経歴のハイライトを迎え、1月の「ボブ・ホープ・クライスラー・クラシック」、5月初頭の「シェル・ヒューストン・オープン」、8月の全米プロゴルフ選手権で年間3勝を挙げた。1996年全米プロゴルフ選手権の開催コースは、ケンタッキー州ルイビルにある「バルハラ・ゴルフクラブ」（パー72）であった。ブルックスは 11 アンダーパー（-11, 68＋70＋69＋70＝277ストローク）でケニー・ペリー（アメリカ）とのプレーオフに進み、最初のホール（14番ホールを使用）でペリーを破ってメジャー大会初優勝を決めた。こうしてブルックスは1996年度のPGAツアー賞金ランキングで「3位」に入り、1位トム・レーマン、2位フィル・ミケルソンに続く位置につけた。この年はプレジデンツカップのアメリカ代表選手にも起用され、彼にとって唯一のチーム戦出場もあった。
全米プロゴルフ選手権の優勝を最後に、ブルックスはPGAツアーの優勝から遠ざかり、1997年以後はツアー賞金ランキング・世界ランキングともに下降の一途をたどった。5年後の2001年全米オープンゴルフで、彼に久々のチャンスが訪れる。この年の全米オープン開催コースはオクラホマ州タルサにある「サザンヒルズ・カントリークラブ」（パー70）であった。ブルックスは第2ラウンドで64（6アンダー）の好スコアを出し、4日間通算 4 アンダーパー（-4, 72＋64＋70＋70＝276ストローク）で回った。初日から首位に立っていた最終組のレティーフ・グーセン（南アフリカ）が、最終18番ホールで50センチのパーパットを外したため、ブルックスとグーセンの2人がプレーオフを戦うことになった。全米オープンのプレーオフは（他のトーナメントと異なり）もう1ラウンド（18ホール）プレーする方式で行われるが、ブルックスはプレーオフでグーセンに敗れ、メジャー2勝目のチャンスを逃した。

## プロ優勝 (10)

### PGAツアー (7)
| Legend                  |
| Major championships (1) |
| Other PGA Tour (6)      |

| No. | Date         | Tournament                                    | 優勝スコア               | 2位との差 | 2位（タイ）                            |
| --- | ------------ | --------------------------------------------- | ------------------------ | --------- | -------------------------------------- |
| 1   | Jul 24, 1988 | Canon Sammy Davis Jr.-Greater Hartford Open   | −15 (66-65-69-69=269)    | Playoff   | Dave Barr, ジョイ・シンデラー          |
| 2   | Apr 28, 1991 | Kマート・グレーター・グリーンズボロ・オープン | −13 (71-70-70-64=275)    | Playoff   | ジーン・サウアーズ                     |
| 3   | Sep 1, 1991  | グレーター・ミルウォーキー・オープン          | −18 (63-67-70-70=270)    | 1打差     | ロバート・ガメス                       |
| 4   | Jun 5, 1994  | ケンパー・オープン                            | −13 (67-68-69-69=271)    | 3打差     | ボビー・ワドキンス, D.A.ウェイブリング |
| 5   | Jan 21 1996  | ボブ・ホープ・クライスラー・クラシック        | −23 (66-68-69-67-67=337) | 1打差     | ジョン・ヒューストン                   |
| 6   | May 5, 1996  | ヒューストン・オープン                        | −14 (66-68-70-70=274)    | Playoff   | ジェフ・マガート                       |
| 7   | Aug 11, 1996 | 全米プロゴルフ選手権                          | −11 (68-70-69-70=277)    | Playoff   | ケニー・ペリー                         |

### その他優勝 (3)
this list may be incomplete
- 1993 ペブルビーチ招待
- 2002 キャロウェイゴルフペブルビーチ招待
- 2009 キャロウェイゴルフペブルビーチ招待